# Zellik-Galmaarden
La Zellik-Galmaarden era una corsa in linea maschile di ciclismo su strada che si disputava annualmente tra i comuni di Zellik e Galmaarden, nella Provincia del Brabante Fiammingo, in Belgio. Dal 2010 al 2012 venne inserita nel calendario dell'UCI Europe Tour come evento di classe 1.2. Dal 2013 non si tiene più per problemi organizzativi.

## Albo d'oro
Aggiornato all'edizione 2012.
| Anno | Vincitore             | Secondo                  | Terzo                |
| ---- | --------------------- | ------------------------ | -------------------- |
| 1983 | Frank Verleyen        | Jean De Bondt            | John de Crom         |
| 1984 | Stefaan Aerts         | Willem Wijnant           | Johan Pauwels        |
| 1985 | Rudy Brusselmans      | Ole Eriksen              | Pascal Van Der Vorst |
| 1986 | Rudy Van Der Haegen   | Pascal Van Der Vorst     | Peter Punt           |
| 1987 | Jean-Pierre Valenpijn | Pedro Van Bondt          | Peter Punt           |
| 1988 | Eric De Clercq        | Mark Broeck              | Reginald Van Damme   |
| 1989 | Patrick Van De Houwe  | Rigo Willems             | Pascal De Roeck      |
| 1990 | Igor Patenko          | Mario Liboton            | Tom Desmet           |
| 1991 | Mario Liboton         | Nico Desmet              | Dominique Kinds      |
| 1992 | Wim Omloop            | Sebastien Van Den Abeele | Danny Sleeckx        |
| 1993 | Wim Feys              | Robbie Vandaele          | Mario Moermans       |
| 1994 | Frank Høj             | Pedro Rossele            | Sébastien Demarbaix  |
| 1995 | Andy De Smet          | Gert Vanderaerden        | Christophe Detilloux |
| 1996 | Niko Eeckhout         | Johan Capiot             | Dirk Aernouts        |
| 1997 | Ludo Dierckxsens      | Frank Høj                | Cezary Zamana        |
| 1998 | Kris Gerits           | Andrzej Sypytkowski      | Hans De Meester      |
| 1999 | Joran Keppens         | Bert Scheirlinckx        | Koen Das             |
| 2000 | Dmitrij Fofonov       | Nico Indelkeu            | Johan Coenen         |
| 2001 | Tom Boonen            | Stijn Vanstraelen        | Jan Kuyckx           |
| 2002 | Johan Vansummeren     | Stijn Devolder           | Bart Dockx           |
| 2003 | Jurgen Van den Broeck | Bart Bastiaens           | Pieter Mertens       |
| 2004 | Jurgen Vermeersch     | Koen Das                 | Kor Steenbergen      |
| 2005 | Stijn Ennekens        | Kristof De Beule         | Kurt Dierickx        |
| 2006 | Greg Van Avermaet     | Gianni Meersman          | Kevin Van Lierde     |
| 2007 | Kevyn Ista            | Kris Boeckmans           | Kristof Vandewalle   |
| 2008 | Bert De Backer        | Björn Coomans            | Joeri Klauwaert      |
| 2009 | Jonas Vangenechten    | Sep Van Marcke           | Sander Armée         |
| 2010 | Coen Vermeltfoort     | Kevin Claeys             | Julien Vermote       |
| 2011 | Gaëtan Bille          | Mark McNally             | Fabio Polazzi        |
| 2012 | Kevin Thome           | Wesley Kreder            | Mark McNally         |